# Trofeu Catalunya Internacional 2012
El Trofeu Catalunya Internacional 2012 va enfrontar el dia 3 de gener del 2013 la Selecció de futbol de Catalunya amb la Selecció de futbol de Nigèria, un partit disputat a l'Estadi de Cornellà-El Prat, que va acabar amb un empat a 1 gols. Va ser el darrer partit de Johan Cruyff com a seleccionador català.
El públic va reivindicar l'oficialitat de les seleccions catalanes, així com la creació d'un estat català independent.

## Jugadors convocats
- Porters: Kiko Casilla i Jordi Codina.
- Defenses: Gerard Piqué, Carles Puyol, Jordi Amat, Marc Bartra, Joan Capdevila i Méndez, Martín Montoya, Jordi Alba.
- Migcampistes: Xavi Hernàndez, Sergio Busquets, Joan Verdú, Sergi Roberto, Sergio Tejera, Víctor Sánchez, Sergio González
- Davanters: Sergio García, Bojan Krkic, Jonathan Soriano, Cristian Tello, "Piti", Álvaro Vázquez

Entrenador: Johan Cruyff

## Detalls del partit
| 3 de gener de 201319 h \| Catalunya \| 1-1 \| Nigèria \| \| ----------------------- \| --- \| --------------- \| \| Sergio González 3' (p.) \| \| Bright Dike 54' \| Estadi Cornellà-El Prat, El Prat de Llobregat 27.234 espectadors Óscar Sauleda Torrent (Catalunya) |     |                 |
| Catalunya | 1-1 | Nigèria         |
| Sergio González 3' (p.) |     | Bright Dike 54' |

| Catalunya | Nigèria |